# Antikles z Messénie
Antikles nebo Antiklés (starořecky Αντικλής–Antikles / jiný přepis: Antiklés) byl vítěz olympijských her v běhu na jedno stadium v roce 748 před Kr.
Antikles z Messénie zvítězil v běhu na jedno stadion na 8. olympijských hrách. Běh na jedno stadium byla jediná disciplína, v níž se od založení her v roce 776 před Kr. soutěžilo..
O další disciplínu, běh na dvě stadia (diaulos), se hry rozšířily v roce 724 před Kr..
Prvním vítězem běhu na dvě stadia byl Hypénos z Pisy.Délka stadia (600 stop) se pohybovala zhruba od 175 do 200 metrů.